# Р-29РМУ2.1 «Лайнер»
Р-29РМУ2.1 «Лайнер» (Індекс ГРАУ ВМФ: 4К75) — російська триступінчаста рідинна з послідовним розташуванням ступенів балістична ракета підводних човнів третього покоління, що перебуває на озброєнні підводних сил ВМФ РФ у 1970-х—1990-х роках. Розроблено шляхом модернізації ракети Р-29РМУ2 з новими комплексом засобів подолання протиракетної оборони, і можливістю комбінувати бойове навантаження. Прийнято на озброєння у січні 2014 р.
9 серпня 2011 року Міністерство оборони Росії оприлюднило подробиці щодо розроблення новітньої БРПЧ «Лайнер», перший запуск якої відбувся 20 травня того ж року. Влада спочатку стверджувала, що це була ракета «Синева», але 23 травня 2011 року було виявлено, що випущеною ракетою насправді була її модифікація — ракета Р-29РМУ2.1 «Лайнер». Успішна стрільба по полігону Кура була проведена з підводного човна К-84 «Єкатеринбург».
29 вересня 2011 року відбувся другий пуск ракети «Лайнер» з підводного човна К-114 «Тула» в Баренцевому морі по цілі на полігон Кура. Після другого успішного випробування «Лайнера» ВМФ Росії вирішив прийняти ракету на озброєння для посилення ракети РСМ-56 «Булава» та підвищення майбутньої життєздатності підводних човнів проєкту «Дельта IV» принаймні до 2030 року. Розробка ракети була завершена до кінця лютого 2012 року. Ракета була рекомендована Держкомісією до прийняття на озброєння станом на грудень 2012 року. Комплекс ракетного озброєння Д-29РМУ2.1 з ракетою Р-29РМУ2.1 прийнятий на озброєння указом Президента Російської Федерації в січні 2014 року.